# St. Maria Königin (Köln)

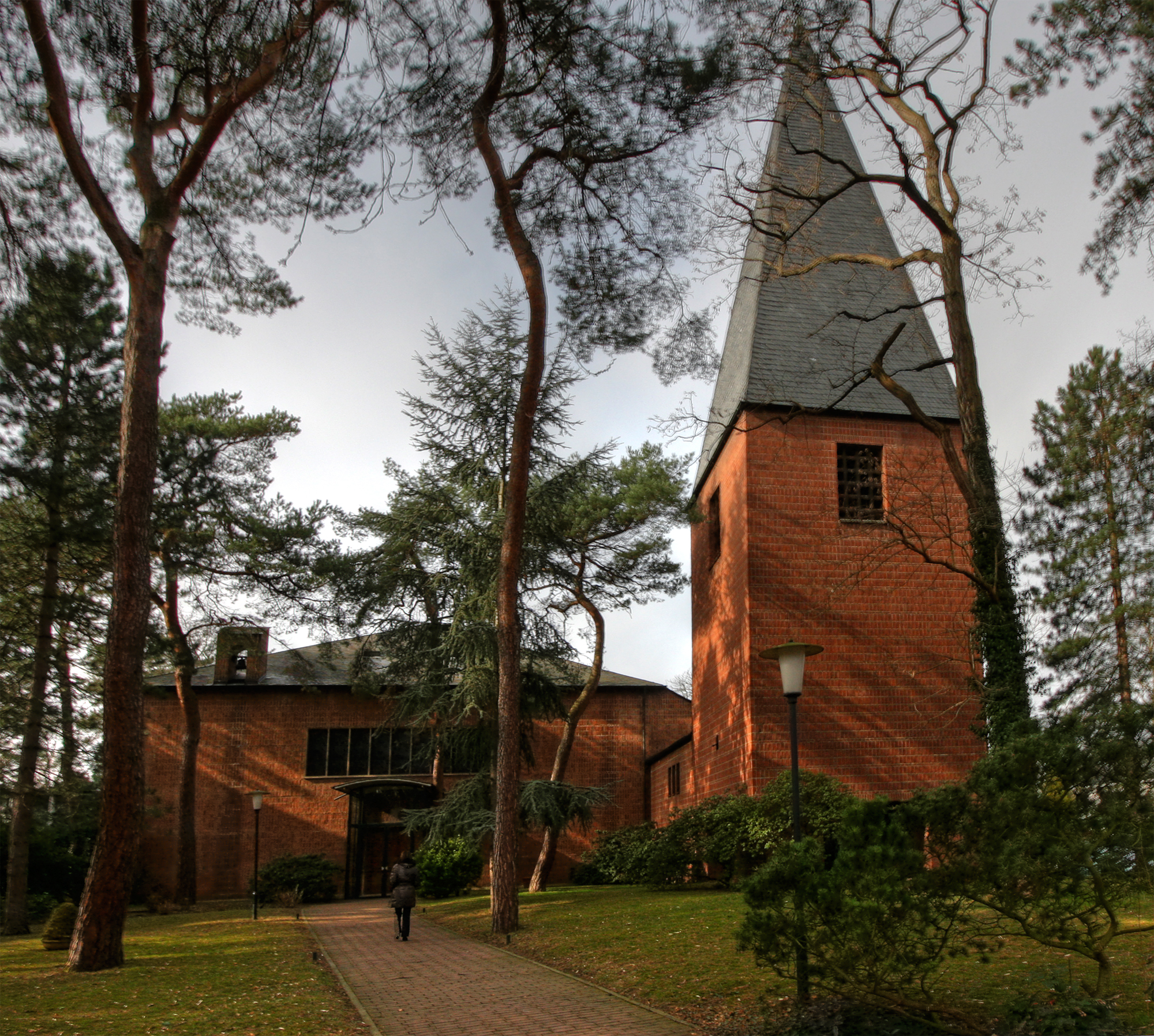
Die Kirche St. Maria Königin in Köln

Die Kirche St. Maria Königin ist eine katholische Pfarrkirche in der Goethestraße in Köln-Marienburg.

## Architektur
Der rote Ziegelsteinbau mit Mauerwerksfassade wurde von 1952 bis 1954 von Dominikus Böhm erbaut, der quadratische Turm wurde 1959/ 60 von Gottfried Böhm angebaut. Südlich an die Kirche angebaut befindet sich eine gläserne Taufkapelle, die durch einen gläsernen Gang im chornahen Drittel der Südwand mit der Kirche verbunden ist. Im Zentrum der Kapelle steht ein Taufbrunnen von Hanns Rheindorf.
Der im Grundriss quadratische Bau wird von einem auf vier schlanken Eisenstützen ruhenden Zeltdach überspannt. Der Hauptaltar steht vor einer flachen Nische in der Westwand. Die Südwand ist komplett verglast und öffnet die Kirche zum Südpark. Auf der Nordseite befindet sich die Sakristei und ein kleines Seitenschiff, auf der Sängerempore darüber steht die Orgel.
Die Ostwand wird von neun kleineren Fenstern durchbrochen, die noch aus der Notkirche stammen, einer benachbarten Villa, in der heute das Pfarrhaus untergebracht ist, und ist in sieben Bildfelder geteilt. Sie wurde nach Entwürfen von Dominikus Böhm und Heinz Bienefeld geschaffen, die Bildsymbole orientieren sich an den Sprachbildern der Lauretanischen Litanei.